# Герцик, Владимир Борисович
Владимир Борисович Герцик (1 декабря 1908 — 7 мая 1997) — диктор Всесоюзного радио, заслуженный артист РСФСР (1966).

## Биография
Родился 1 декабря 1908 года в Белостоке Гродненской губернии Российской империи, ныне Польша, в еврейской семье. Родители — Берко (Борис) Абрамович Герцик и Лея Левиковна Майзель.
С 1927 года учился на землеустроительном факультете Межевого института в Москве, затем перешёл на химический факультет МВТУ, преобразованный позже в Военно-химическую академию, которую окончил в 1932 году. В 1933 году участвовал в конкурсе на диктора радио, прошёл его и до 1993 года работал диктором Всесоюзного радио.
Участник Великой Отечественной войны, которую закончил в звании капитана. В августе 1941 года добровольцем ушел на фронт и по 1943 год был командиром отдельной химической роты 201-й Латышской стрелковой дивизии Северо-Западного фронта. С декабря 1943 года Владимир Герцик работал в качестве диктора, совершая полеты на самолёте У-2 на передовой и в тылу врага с агитацией о сдаче в плен и сообщением для немецких войск о положении на фронтах. За это был прозван «небесный диктор». Совершил около 100 таких вылетов.
С апреля 1945 года работал диктором Всесоюзного радио. Снимался в кино (Грозные ночи, 1960) и работал в спектаклях; выступал с чтением стихов на эстраде, вел симфонические концерты.
Умер в Москве 7 мая 1997 года — в День радио, которому он отдал 60 лет своей жизни. Похоронен в Москве на Донском кладбище.

## Награды
- Лауреат Всесоюзного конкурса чтецов (1936).
- Награждён орденами Отечественной войны 1-й и 2-й степеней, орденом Красной Звезды, орденом Трудового Красного Знамени, орденом «Знак Почёта» и медалями.
- Заслуженный артист РСФСР (1966).